# Lavandevil
Lavandevil (لوندويل) ou Lavandavil aussi appelé Bāzar-e Lavandvīl et  Lavandvīl-e Sabalī est une ville située dans le comté d'Astara, dans la province de Guilan en Iran. Elle est la capitale du district du même nom. Lors du recensement de 2006, sa population s'élevait à 23 078 habitants.